# Taça de Portugal 2002-2003
La Taça de Portugal 2002-2003 è stata la 63ª edizione del torneo. La competizione fu vinta dal Porto per la dodicesima volta nella sua storia, sconfiggendo in finale l'União Leiria per 1-0. Il campione in carica era lo Sporting Lisbona.

## Ottavi di finale
| Locali (C)             | Risultato | Ospiti (C)            |
| ---------------------- | --------- | --------------------- |
| Vitória Guimarães (PL) | 1 - 2     | Porto (PL)            |
| Vitória Setúbal (PL)   | 3 - 0     | Covilhã (LH)          |
| Varzim (LH)            | 2 - 0     | Felgueiras (LH)       |
| União Leiria (PL)      | 5 - 2     | Freamunde (LH)        |
| Espinho (II)           | 1 - 1     | Naval (LH)            |
| Estrela Amadora (LH)   | 0 - 1     | Sporting Lisbona (PL) |
| Académica (PL)         | 3 - 1     | Chaves (LH)           |

| - C - campionato in cui la squadra milita |  | - III - III divisione - II - II divisione - LH - Liga de Honra - PL - Primeira Liga |

## Quarti di finale
| Locali (C)            | Risultato | Ospiti (C)           |
| --------------------- | --------- | -------------------- |
| União Leiria (PL)     | 3 - 1     | Académica (PL)       |
| Sporting Lisbona (PL) | 0 - 1     | Naval (LH)           |
| Porto (PL)            | 7 - 0     | Varzim (LH)          |
| Paços Ferreira (PL)   | 2 - 1     | Vitória Setúbal (PL) |

| - C - campionato in cui la squadra milita |  | - LH - Liga de Honra - PL - Primeira Liga |

## Semifinali
| Locali (C)        | Risultato | Ospiti (C) |
| ----------------- | --------- | ---------- |
| União Leiria (PL) | 1 - 0     | Braga (PL) |
| Porto (PL)        | 2 - 0     | Naval (LH) |

| - C - campionato in cui la squadra milita |  | - LH - Liga de Honra - PL - Primeira Liga |

## Finale
| Arbitro: | Pedro Henriques |

|            |           |  |
| Derlei 63’ | Marcatori |  |

| Porto | União Leiria |

### Formazioni
| Porto           |    |                    |     |     |
|                 |    |                    |     |     |
| POR             | 99 | Vítor Baía         |     |     |
| TD              | 22 | Paulo Ferreira     |     |     |
| DC              | 2  | Jorge Costa ()     |     |     |
| DC              | 4  | Ricardo Carvalho   |     |     |
| TS              | 5  | Ricardo Costa      | 44’ |     |
| CEN             | 66 | Tiago              |     | 88’ |
| CC              | 15 | Dmitrij Aleničev   |     |     |
| CC              | 18 | Maniche            |     |     |
| TRQ             | 10 | Deco               |     |     |
| ATT             | 41 | Hélder Postiga     | 44’ | 87’ |
| ATT             | 11 | Derlei             |     | 68’ |
| A disposizione: |    |                    |     |     |
| POR             | 13 | Nuno               |     |     |
| DIF             | 3  | Pedro Emanuel      |     |     |
| DIF             | 7  | Carlos Secretário  |     |     |
| DIF             | 30 | Mário Silva        |     | 88’ |
| ATT             | 9  | Edgaras Jankauskas |     | 87’ |
| ATT             | 21 | Capucho            |     | 68’ |
| ATT             | 28 | Clayton            |     |     |
| Allenatore:     |    |                    |     |     |
| José Mourinho   |    |                    |     |     |

| União Leiria    |    |                  |     |     |
|                 |    |                  |     |     |
| POR             | 78 | Hélton           |     |     |
| TD              | 17 | Renato           | 44’ |     |
| DC              | 5  | Paulo Gomes      |     |     |
| TS              | 4  | Gabriel          | 44’ |     |
| CD              | 2  | Luís Bilro ()    |     |     |
| CC              | 16 | Leão             |     | 66’ |
| CS              | 27 | Edson            |     | 76’ |
| TRQ             | 6  | Fernando Aguiar  |     | 72’ |
| TRQ             | 13 | João Manuel      | 44’ |     |
| ATT             | 21 | Maciel           |     |     |
| ATT             | 9  | Jean Carlos      |     |     |
| A disposizione: |    |                  |     |     |
| POR             | 1  | Paulo Costinha   |     |     |
| DIF             | 19 | Paulo Duarte     |     |     |
| DIF             | 25 | Nuno Laranjeiro  |     |     |
| CEN             | 14 | Alhandra         |     | 76’ |
| ATT             | 11 | Roudolphe Douala |     | 66’ |
| ATT             | 22 | Freddy           |     |     |
| ATT             | 36 | Márcio Mixirica  |     | 72’ |
| Allenatore:     |    |                  |     |     |
| Manuel Cajuda   |    |                  |     |     |